# 1270.
1270. je osmo desetletje v 13. stoletju med letoma 1270 in 1279. 